# NGC 3513
NGC 3513 este o galaxie spirală situată în constelația Cupa. A fost descoperită în 21 decembrie 1786 de către William Herschel. Se află la o distanță de 7 megaparseci de Pământ.